# David Theile
David Egmont Theile (Maryborough, 17 gennaio 1938) è un ex nuotatore australiano.
Specializzato nel dorso, ha vinto quattro due medaglie d'oro consecutive nei 100 m dorso ai Giochi olimpici: a Melbourne 1956 e a Roma 1960: in quest'ultima edizione ha vinto anche l'argento con la staffetta australiana dei 4x100 m misti.
Nel 1968 è diventato uno dei Membri dell'International Swimming Hall of Fame
È stato primatista mondiale dei 100 m dorso.

## Palmarès
- Olimpiadi
  - Melbourne 1956: oro ni 100 m dorso.
  - Roma 1960: oro nei 100 m dorso e argento nella staffetta 4x100 m misti.